# Bottorp
Bottorp är en ort belägen nära Vassmolösa i Ljungby socken, söder om Kalmar. Bottorp är uppdelat på tre gårdar, Storagården, Södragården och Andragården.

## Historia
Området är rikt på fornlämningar. På slätten väster om Bottorp och Mellanmon finns stora mängder av lämningar från stenålder, bronsålder och järnålder. Bronsåldersrösen, ett gravfält från äldre järnåldern och resterna av ett par förhistoriska boplatser avslöjar att områdena kring Bottorp har varit attraktiva för människor under mycket lång tid. Troligen fanns det redan under vikingatiden eller tidig medeltid en betydelsefull hamn i området. 
Under medeltiden var Bottorp (skrevs då Botorp) stamgård för ätten Bagge av Botorp: Tyrgils Nilsson Bagge, hans son Nils Tyrgilsson Bagge,  Nils Slatte som var gift med Nils Bagges dotter Margareta.
Namnet Bottorp dyker upp i början av 1400-talet. Den tidigaste kända noteringen är från år l449 då byn kallades Bodhetorpp. Bottorps by har en lång historisk kontinuitet som boplats medan Mellanmon byggdes upp under 1800-talet. Den gamla hamnen flyttades till sin nuvarande plats 1798 och var under ett sekel en viktig utskeppningshamn för bland annat props till de engelska gruvorna.
Skepparen Magnus Svensson från Söderåkra gifte sig med dottern i Bottorp. Efter att ha tagit över svärfaderns gård 1824 tillköpte han de övriga delarna av Södragården under åren 1827–1842. Redan första året lät han uppföra mangårdsbyggnaden. Hans son, Carl Magnus, tog över gården 1863 och köpte till Andragården, där han senare även bosatte sig. C-M Svensson lät uppföra nuvarande ladugård på Södragården under nödåren 1867–68. 
År 1906 tillköptes även Storagården. C-M Svensson dog 1917, och sonen Fritz tog över som ägare till alla tre gårdarna. De gick sedan ur släkten inom loppet av några få år. Andragården såldes 1922 medan Södragården avyttrades redan 1917 till virkeshandlare Herman Pettersson som på fyra år berövade gården på i stort sett all skog och därefter sålde vidare till Sten Franzén. 1925 köpte Edla och Amandus Johansson Södragården och den ägs idag av deras barnbarnsbarn.